# Woopy
Woopy는 대한민국의 힙합 가수이다. 본명은 박우빈이며, 1984년 7월 31일 서울 특별시에서 태어났다. 2008년 DEEP FLOW가 수장으로 있던 MESQUAKER크루에서 낸 첫 번째 믹스테이프 [WOOPAINKILLER VOL.1]으로 데뷔하였으며 그 후 여러 뮤지션들의 피쳐링 작업 및 2011년 첫 번째 정식 EP 앨범 [HERE COMES A NEW CHALLENGER]를 발매하였다. 2012년 두 번째 믹스테이프 [WOOPAINKILLER VOL.2 : PAIN IS MA PAINKILLER]를 온라인 무료공개하였다.